# Insook Bhushan
Insook Bhushan – Geburtsname Na In-Sook – (* 17. Februar 1952 in Seoul) ist eine amerikanische Tischtennisspielerin südkoreanischen Ursprungs. International trat sie zwischen 1971 und 1992 auf. Sie nahm an acht Weltmeisterschaften und zwei Olympischen Spielen teil.

## Werdegang
Unter dem Geburtsnamen Na In-Sook wurde sie 1952 in Seoul geboren. Im Alter von 12 Jahren begann sie mit dem Tischtennissport. 1971 nahm sie erstmals an einer Weltmeisterschaft teil, dabei gewann sie mit der südkoreanischen Damenmannschaft Bronze. Zwei Jahre später wurde sie wieder für die WM nominiert, allerdings nicht als Aktive, sondern als Non-Playing Captain. Dies empfand sie als schwere Enttäuschung.
1974 verließ sie Südkorea und übersiedelte in die USA. Fortan startete sie unter amerikanischer Flagge. Im November 1975 heiratete sie den Inder Shekhar Bhushan, der in Ohio Architektur studierte. Von 1977 bis 1991 gewann sie je elfmal die nationale US-Meisterschaft im Einzel und im Doppel sowie achtmal im Mixed. Bei den internationalen amerikanischen Meisterschaften holte sie 1977 den Titel im Einzel.  1983, 1987 und 1991 nahm sie an den PAN-American Games teil. Hier wurde sie stets in allen zehn Wettbewerben, an denen sie teilnahm, Erster mit Ausnahme des Doppelwettbewerbs 1991, wo sie im Endspiel an den Chinesinnen Li Ai/Lily Yip scheiterte.
Von 1977 bis 1991 vertrat sie die USA bei sechs Weltmeisterschaften, kam dabei jedoch nie in die Nähe von Medaillenrängen. 1988 und 1992 qualifizierte sie sich für die Teilnahme an den Olympischen Spielen. Hier schied sie aber jeweils in der ersten Runde aus.
1992 beendete sie ihre internationale Karriere als Leistungssportlerin. Ein Jahr später nahm sie der amerikanische Tischtennisverband in die Hall of Fame auf.

## Privat
Insook Bhushan hat zwei Söhne.